# Flughafen Puerto Escondido

i8
i11
i13
Der Flughafen Puerto Escondido (spanisch Aeropuerto Internacional de Puerto Escondido, IATA-Code: PXM, ICAO-Code: MMPS) ist ein internationaler Flughafen bei der Küstenstadt Puerto Escondido im Bundesstaat Oaxaca im Süden Mexikos. Er dient vorrangig touristischen Zwecken.

## Lage
Der ca. 90 m hoch gelegene Flughafen Puerto Escondido befindet sich an der Südküste Mexikos bei der Urlaubsstadt Puerto Escondido etwa 450 km (Luftlinie) südöstlich von Mexiko-Stadt.

## Geschichte
Der Flughafen wurde im Jahr 1979 eröffnet; im Jahr 1985 erhielt er einen internationalen Status.

## Flugverbindungen
Es werden in der Hauptsache nationale Flüge von und nach Mexiko-Stadt abgewickelt.

## Passagierzahlen
Im Jahr 2019 wurden erstmals mehr als 400.000 Passagiere abgefertigt. Danach erfolgte ein deutlicher Rückgang infolge der COVID-19-Pandemie.